# Eurypharynx
Eurypharynx is een geslacht van de familie van scholveralen of gulpers (Eurypharyngidae) en kent 1 soort.

## Taxonomie
Het geslacht kent de volgende soort:
- Eurypharynx pelecanoides Vaillant, 1882[1] – Grootbekaal